# George Worthington (1813-1871)
Pour les articles homonymes, voir George Worthington.
George Worthington est né le 21 septembre 1813 à Cooperstown, dans l'état de New York, et mort le 9 novembre 1871 à Cleveland, dans l'Ohio, aux États-Unis. Fondateur de la George Worthington Co, c'est un entrepreneur et un banquier américain, largement lié au développement de la ville de Cleveland au XIXe siècle.
À Cleveland, le George Worthington Building, situé sur Worthington Square, est classé au Registre national des lieux historiques.